# Zieskensee
Der Zieskensee (auch Ziese genannt) ist ein See im Nordosten des Landkreises Mecklenburgische Seenplatte innerhalb des Gemeindegebiets von Kuckssee in Mecklenburg-Vorpommern. Unweit des Seeufers liegt das Naturschutzgebiet Kuckssee und Lapitzer See, welches sich fast nahtlos an das Vogelschutzgebiet des Malliner Sees anschließt.
Der Zieskensee ist 800 Meter lang, bis zu 250 Meter breit und an seiner tiefsten Stelle etwa elf Meter tief, ansonsten beträgt die Durchschnittstiefe zwischen vier bis sechs Meter. Als Badesee besitzt die Ziese an ihrem Westufer einen sandigen Strandabschnitt von etwa 50 Meter Länge.
Das Seeufer ist hügelig und wird im Westen, am sogenannten Räuberberg, von einer kleinen Waldfläche aus Kiefern und Lärchen gesäumt, ansonsten umgibt den See ein schmaler Gürtel aus Laubgehölzen wie Erlen, Weiden und Pappeln, vereinzelt Eichen. Im Westen erreichen die Höhenzüge mit dem Räuberberg 68,3 m ü. NHN, im Nordwesten mit dem von Einheimischen seit jeher so genannten Mühlenberg 77,2 Meter, im Osten mit dem Kukuksberg bis zu 73,8 Meter.
Der See ist ein glazialer Rinnensee. Er entstand durch die Gletscher des Pommerschen Stadiums der Weichseleiszeit.